# Levi's Stadium
Le Levi's Stadium est un stade de football américain situé à Santa Clara, en Californie, aux États-Unis.
Le stade a une capacité de 68 500 places et est situé à 62 km de San Francisco,
Il accueille depuis juillet 2014 les rencontres de la franchise des 49ers de San Francisco de la National Football League (NFL).  Par sa situation géographique, il est le stade le plus éloigné de sa ville hôte de toutes les franchises NFL.
La World Wrestling Entertainment (WWE) a organisé son show annuel WrestleMania 31 au Levi's Stadium le 29 mars 2015. Cet événement a permis d'établir le record d'affluence du stade, 76 976 personnes ayant assisté au spectacle.
La 50e édition du Super Bowl a lieu le 7 février 2016 au Levi's Stadium et le groupe Coldplay y a joué le dernier concert de sa tournée américaine A Head Full of Dreams le 3 septembre 2016.

## Événements importants
- Football américain :
  - Super Bowl 50 joué le 7 février 2016 ;
  - Finale 2014 de la conférence Pacific-12 ;
  - Redbox Bowl depuis 2014 ;
  - Finale nationale NCAA de la saison 2018 (College Football Championship Game) jouée le 7 janvier 2019.
- Football (soccer) :
  - Tournoi Copa América Centenario célébrant en 2016, le centenaire de la CONMEBOL et de la Copa América ;
  - Tournois amicaux International Champions Cup 2015, 2016 2017, 2018 et 2019 ;
  - Tournoi Copa América 2024.
- Autres sports :
  - Un match de la série 2015 des stades de la LNH joué le 21 février 2015 ;
  - WrestleMania 31, le 29 mars 2015.
- Concerts :
  - Taylor Swift (The Eras Tour), les 28 et 29 juillet 2023.

## Galerie

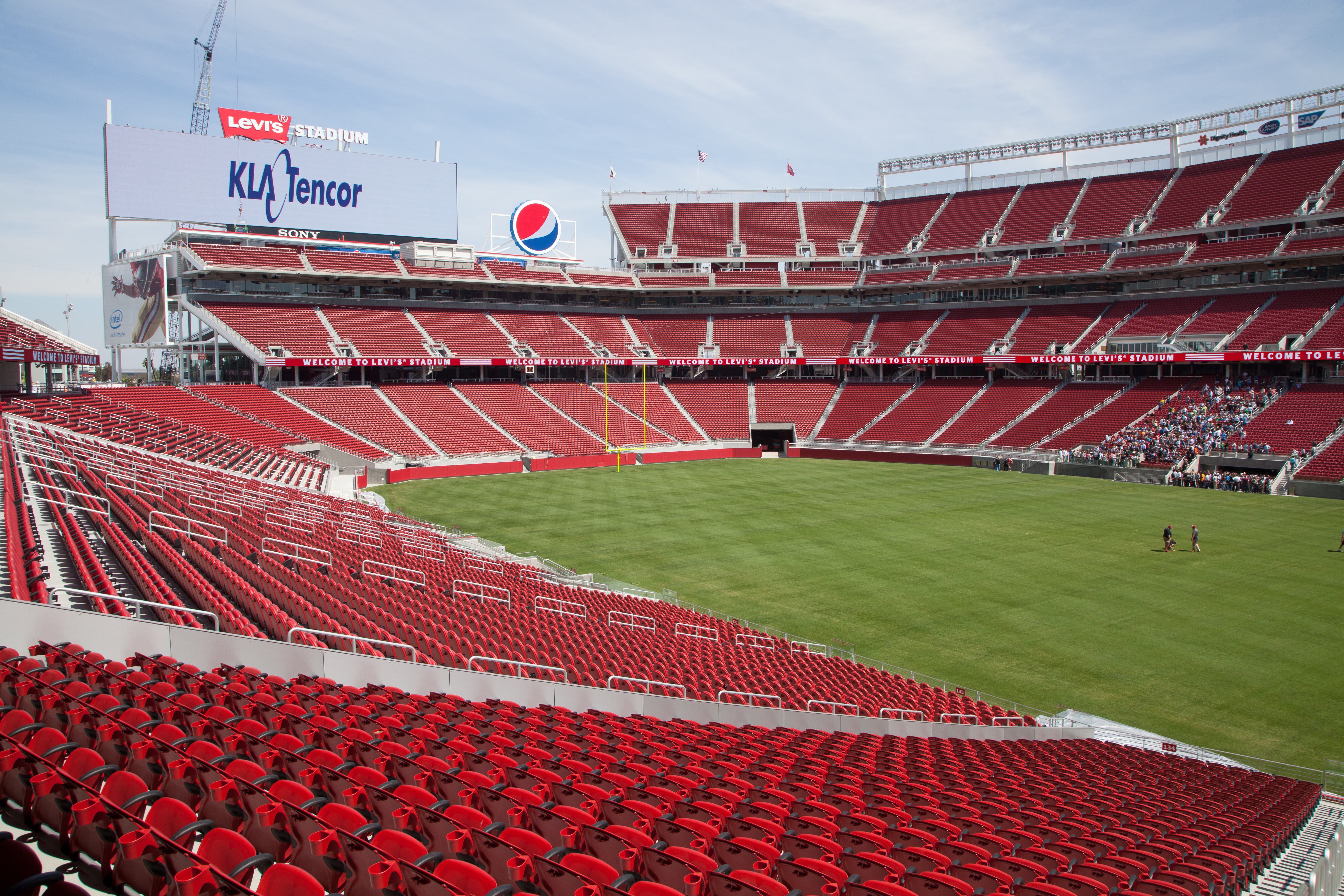
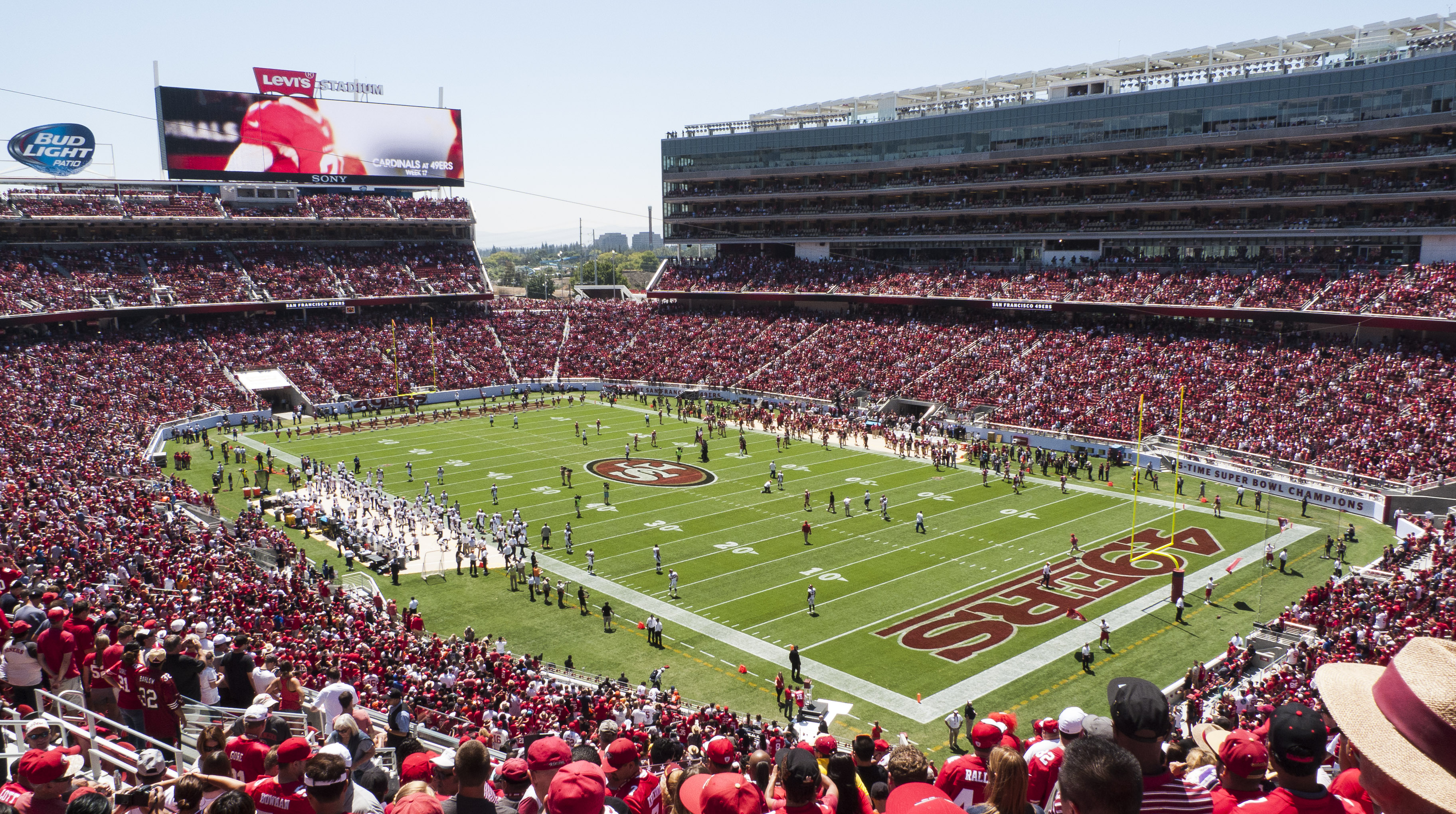
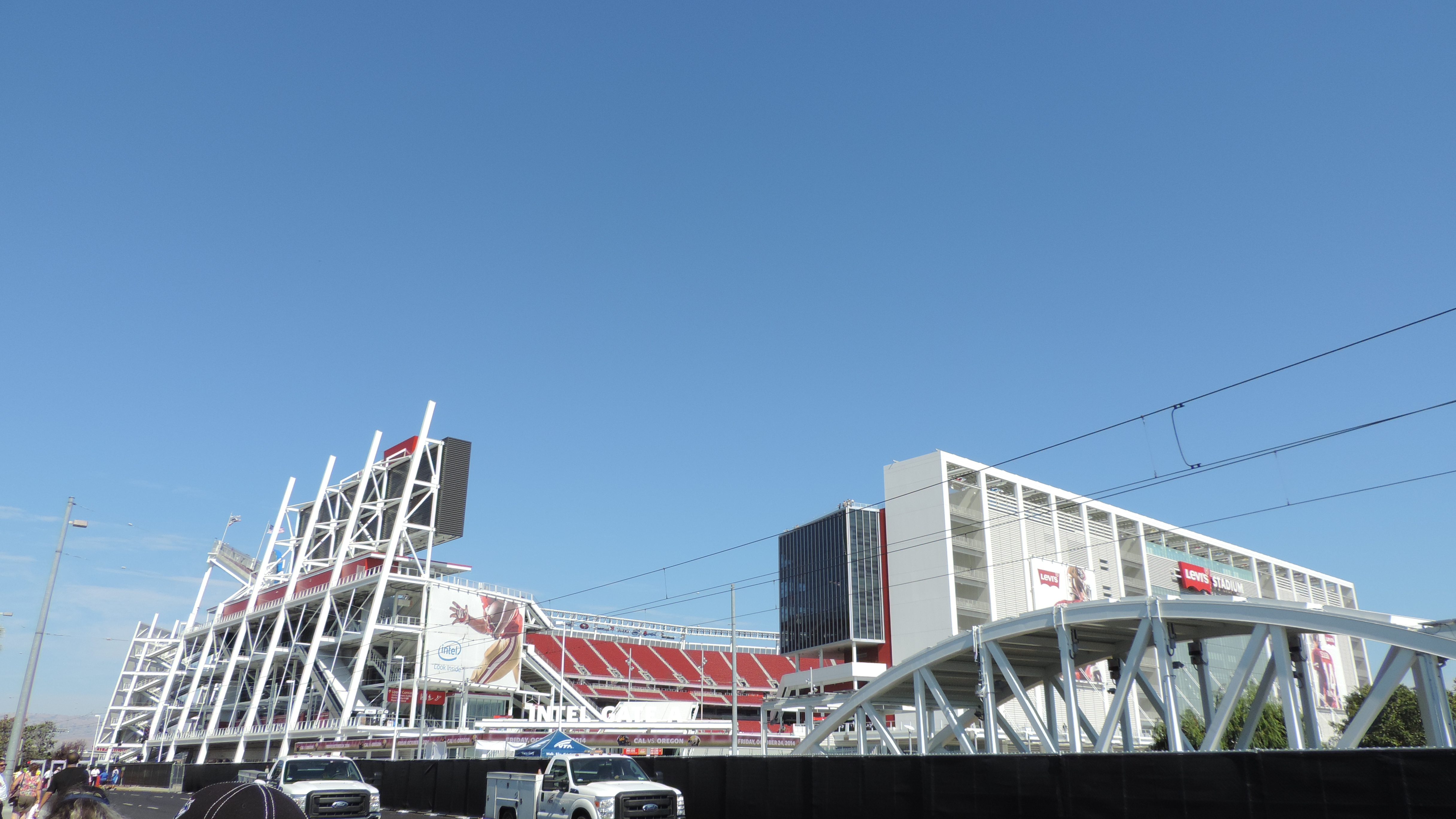
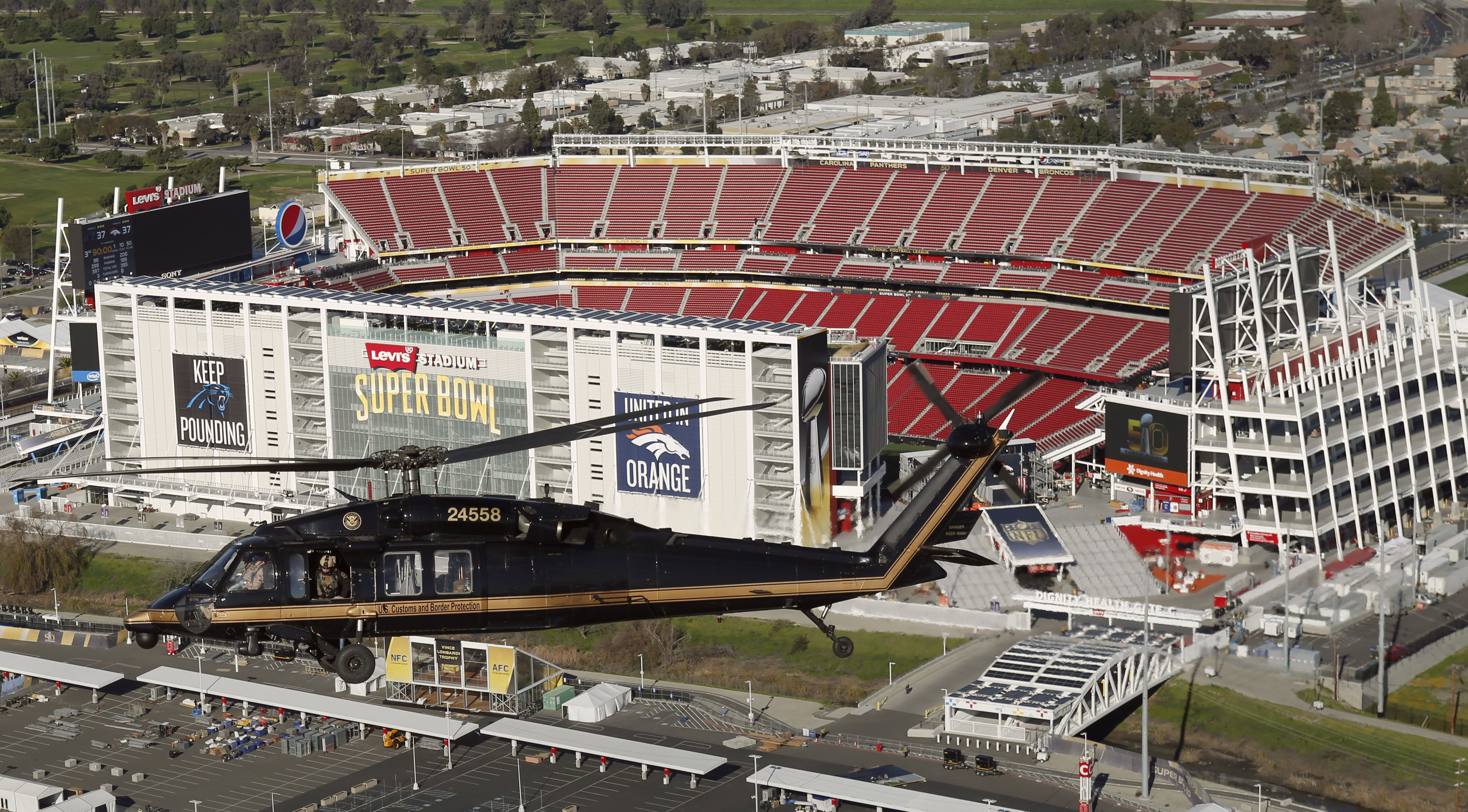
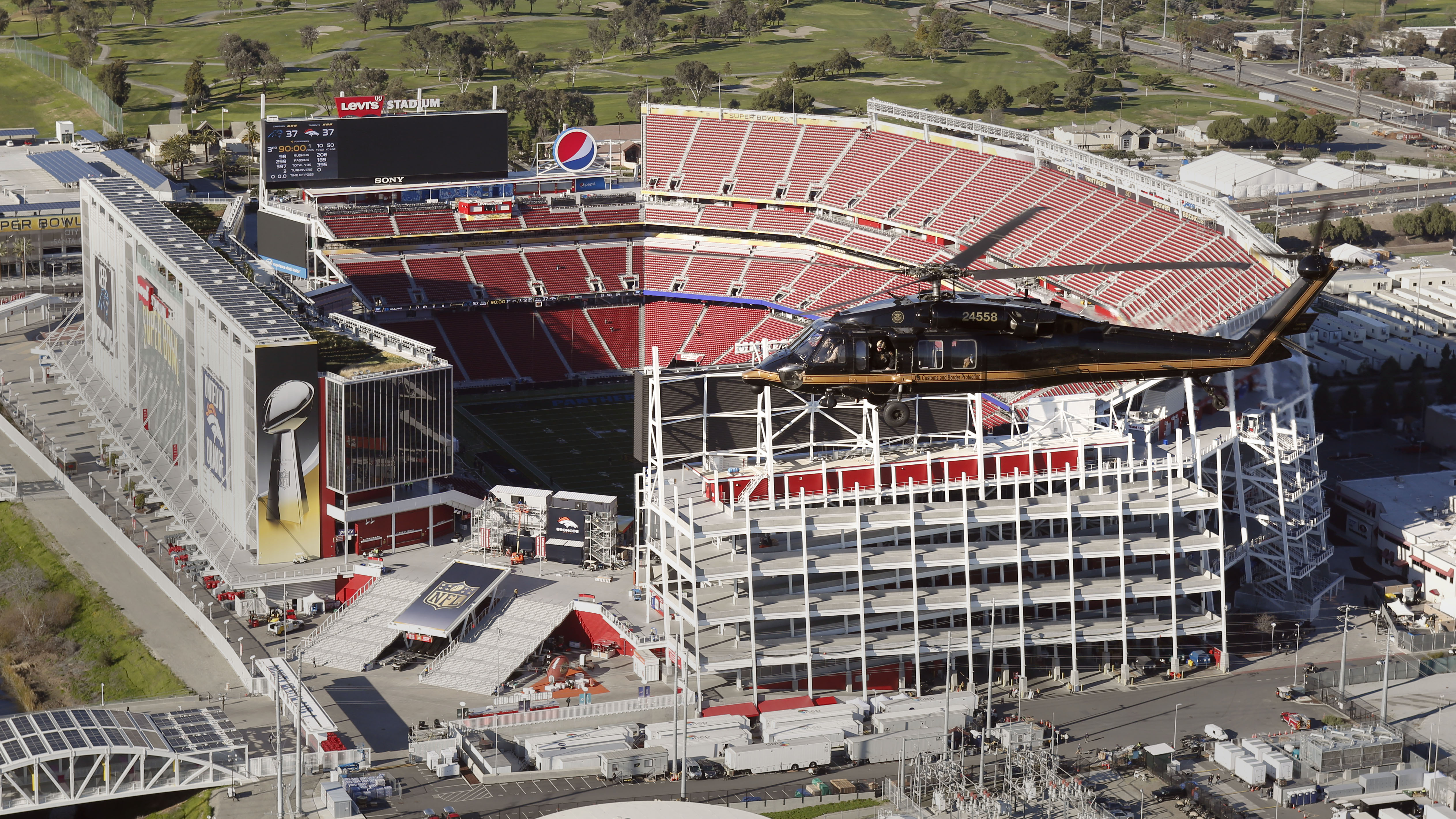
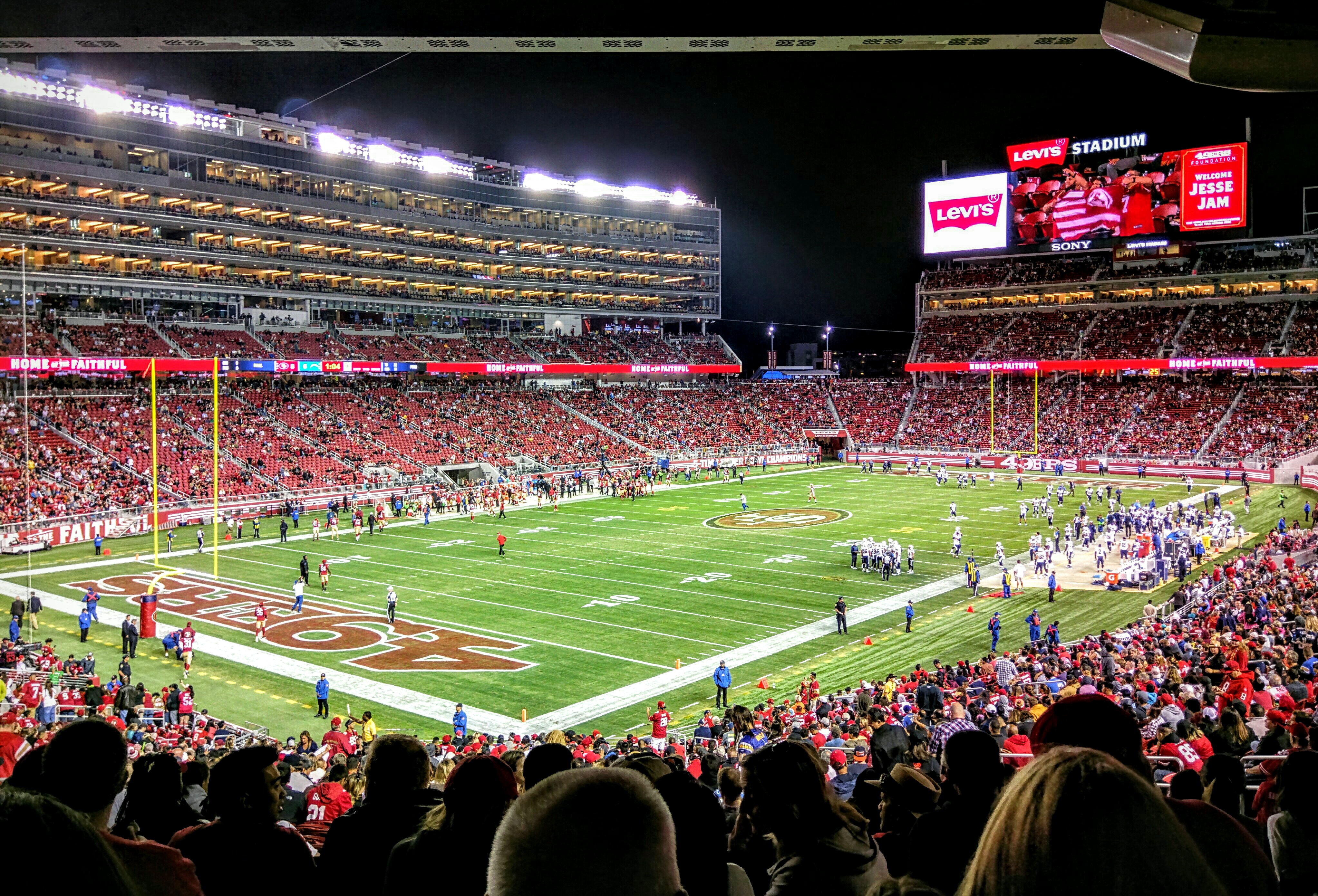